# Simulium golani
Simulium golani es una especie de insecto del género Simulium, familia Simuliidae, orden Diptera.
Fue descrita científicamente por Beaucornu-Saguez, 1977.